# John de Beauchamp, 1. Baron Beauchamp de Warwick

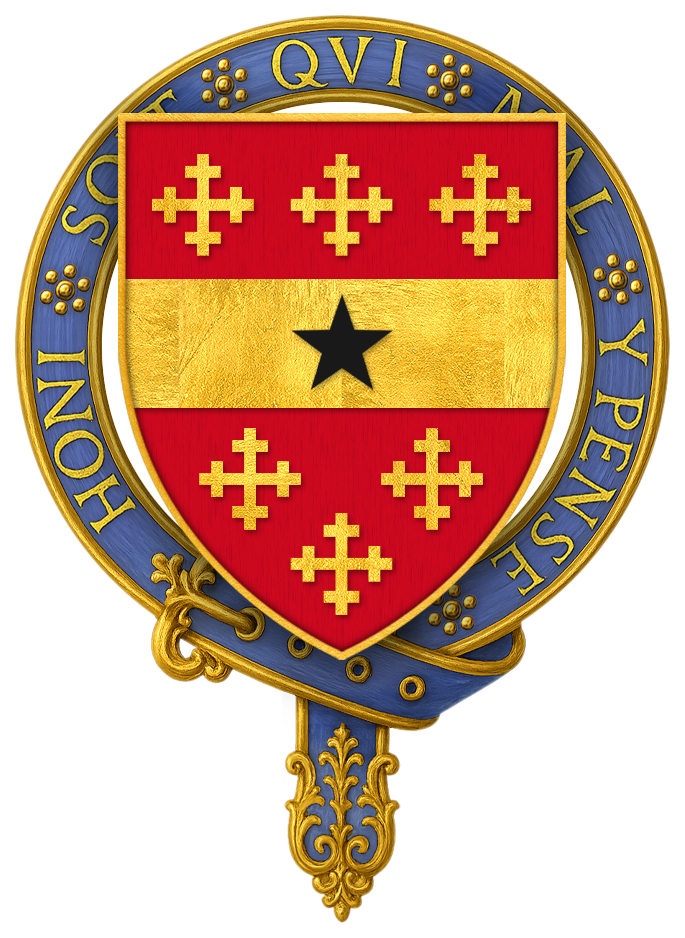
Wappen des Sir John de Beauchamp als Ritter des Hosenbandordens

John de Beauchamp, 1. Baron Beauchamp de Warwick (* um 1316; † 2. Dezember 1360) war ein englischer Adliger und Admiral.

## Leben
Er war der zweite Sohn des Guy de Beauchamp, 10. Earl of Warwick aus dessen zweiter Ehe mit Alice de Toeny.
1338 begleitete er König Eduard III. nach Flandern. 1340 kämpfte er in der Seeschlacht von Sluis. Bei der Schlacht von Crécy 1346 trug er die königliche Standarte und nahm 1347 an der Belagerung und Eroberung von Calais teil und erhielt bald darauf das Amt des Captain von Calais.
Am 23. April 1348 nahm ihn Eduard III. als Gründungsmitglied in den Hosenbandorden auf.
1349 war Beauchamp Admiral der englischen Flotte vor Calais. Am 1. März 1349 wurde er zum Knight Banneret erhoben. 1355 war er „Admiral for the Western Seas“, 1360 „Admiral for the North, South and West“.
Am 25. November 1350 berief ihn Eduard III. durch Writ of Summons ins englische Parlament ein und erhob ihn dadurch zum erblichen Baron Beauchamp. Zur Unterscheidung von anderen parallel bestehenden Baronien Beauchamp wird sein Titel gewöhnlich „Baron Beauchamp de Warwick“ genannt.
Da er unverheiratet und kinderlos blieb, erlosch sein Adelstitel bei seinem Tod 1360. Er wurde in der St Paul’s Cathedral in London bestattet. Sein dortiges Grab und Grabmonument wurden beim Großen Brand von London 1666 zerstört.